# Площадь Лавалье
Площадь Лава́лье (исп. Plaza Lavalle) — площадь в городе Буэнос-Айрес, расположенная в районе Сан-Николас. Он расположен в квартале, границами служат улицы Либертад, Лавалье, Талкахуано и проспект Авенида Кордова.
В непосредственной близости от площади Лавалье находятся некоторые исторические и культурные достопримечательности города. Часть площади была расположена в так называемом пустыре «Zamudio», свободном участке земли, где в восемнадцатом веке была лагуна. Одна из небольших рек, которые пересекали город, «Tercero del Medio», проходила по улице Либертад и поворачивала на восток к Виамонте; через эту реку был построен мост, известный как «Мост вздохов». В 1822 году здесь был заложен оружейный завод и это место получило имя «Plaza del Parque».

## История
Площадь получила свое окончательное название от муниципального постановления 16 сентября 1878 года в память о Хуане Лавалье. Лавалье был героем войны за Независимость, войны в Бразилии и главным героем гражданских войн, в которой его вспоминают за то, что он расстрелял Мануэля Доррего. Назвать площадь его именем было связано с сохранением «федеральной» ненависти, поскольку она связывалась с именем Лавалье, перенося её на площадь его имени, которая стояла перед особняком семьи Доррего. Паласио Миро, находился в квартале, в настоящее время ограниченном улицами Виамонте, Либертад, Авенида Кордоба и Талькауано. На протяжении десятилетий семья Доррего закрывала окна, выходящие на площадь, так что ее нельзя было увидеть из Паласио Миро. Дворец Паласио Миро был разрушен в 1937 году, и это место пустовало, пока его не заняла площадь Лавалье.
В 1856 году там была построена Железнодорожная станция Парке, первой железнодорожной линии Аргентины, на месте, где позже был построен театр Колон. Оттуда шёл локомотив «La Porteña» Западной железной дороги Буэнос-Айреса (находящийся сегодня в историческом музее города Лухана), который объединил город Буэнос-Айрес, с существовавшим тогда городом Флорес (сегодня это район Буэнос-Айреса Флорес. В 1867 году на площади была установлена первая карусель в Буэнос-Айресе. Она была привезена из Германии и работала три года. Её вела лошадь.
На площади началась Революция дель Парке в 1890 году которую возглавил Гражданский союз и его лидер Леандро Н. Алем против правительства президента Мигеля Хуареса Селмана. Революционеры захватили артиллерийский склад, расположенный в квартале, где находился Дворец правосудия, и там они были окружены правительственными войсками, после кровавой битвы на площади, в результате которой погибло более 300 человек, остальные сдались. Капитуляция была подписана во дворце Паласио Миро, который был штабом революционеров.

## Описание
Площадь Ла-Лавалье находится в трех кварталах, идя с юга на север, на запад до улицы Талькауано и на востоке до улицы Либертад.

### Южная часть площади
Южный часть площади ограничена улицами Лавалье и Тукуман. Там вы расположены:
- Книжная ярмарка, создана в духе книжных ярмарок, которые находятся неподалёку от Консьержери и Дворца правосудия в Париже, вдоль реки Сены.
- Памятник Национальному балету в память о девяти артистах балета театра «Колон», погибших в авиакатастрофе 10 октября 1971 года: Норма Фонтенла, Хосе Неглия, Рубен Станга, Марта Распанти, Маргарита Фернандес, Карлос Сантамарина, Антонио Самбрана, Карлос Скьяфино и Сара Бошовски. Статуя, установлена в 1972 году, — это работа скульптора Карлоса де ла Карковы, архитектора Эсекьеля Серрато. На памятнике отчеканена надпись:

Здесь, много раз, мы проходим.
Мы остановились, чтобы посмотреть на свет.
Умыться цветом листьев
Переупорядочить, движения и жесты,
Постоянное чудо создания
И здесь мы хотим остаться
Под этим небом,
У этих деревьев.
И эта интенсивность
Что они нас не забывают
И этого мы не забываем.
Норма Фонтенла, Хосе Неглиа,
Маргарита Фернандес, Сара Бочовски,
Марта Распанти, Рубен Эстанга,
Карлос Шиаффино, Карлос Сантамарина,
Антонио Замбрана.
- Памятник жертвам в центре AMIA (1994), работа скульптора Мирты Купфермик. Он представляет собой гранитный круг, который представляет собой изображение времени 9:53, это время атаки, в которой содержится надпись, взятая из Торы: «справедливость будет преследовать». Над ним стоят таблички из дерева с именами и возрастами 86 человек, убитых в результате нападения, направленных к дверям Дворца правосудия, что означает ожидание правосудия.
- Памятник Ромуло Наону, работа скульптора Анхеля Ибарра Гарсия 1966 года.
- Памятная доска адвокатам погибшим в годы аргентинской диктатуры.
- Памятная доска жертвам терроризма в Аргентине.
- Памятник Абдону Кальдерону, эквадорскому солдату, который в 18 лет сражался в битве под Пичинчей, что обеспечило независимость Эквадора. Это работа эквадорского скульптора Сильвио Чагинга.
- Дерево Нормы Пла, в память об активисте за правах пенсионеров.
- Бюст адвоката Роберто Репетто (1881—1950), который в течение 23 лет работал в Верховном суде, работа аргентинского скульптора Луиса Барбериса.

Напротив южной части площади, на улице Талькауано, где ранее находился артиллерийский склад, расположен Дворец правосудия нации, Верховный суд страны. Он был построен в 1906 году по проекту архитектора Норберто Майларта и открыт в 1910 году. Внутри здания вы можете увидеть статую «Юстиция» Роджелио Юртия, бюст Хосе де Сан-Мартина
Луиса Перлотти и копию Флага Анд, а также «Зал чести» и зал судебных заседаний Верховного суда страны.
С другой стороны этой части площади, на улице Либертад, находятся штаб-квартира Свободного института среднего образования, основанного в 1898 году и Президентской школы Рока, которая была открыта в 1903 году, здание построено под руководством итальянского архитектора Карлоса Морры.
Это здание в стиле так называемых «дворцовых школ», созданных в период формирования 80-х годов и символ светского народного образования. В этом же квартале, по Либертад 543, находится здание, центр художественного образования.
Рядом с площадью находится станция Трибуналес линии D метро Буэнос-Айреса, с выходом на Площадь Мая и в район Бельграно.

### Центральная часть
Центральная часть площади находится между улицами Тукуман и Виамонте. Здесь находится колонна памяти Хуана Лавалье, работа итальянского скульптора Пьетро Коста.
На площади есть многолетние деревья, среди которых выделяется растение, которому больше чем сто лет — Eritrina falcata, чей ствол достигает около метра в диаметре. Оно было посажено в 1878 году первым мэром Буэнос-Айреса, Торкуато де Альвеаром. Оно расположено на краю площади, на улице Тукуман, напротив колонны Лавалье. Также здесь растёт замечательный экземпляр Фикуса.

Напротив этой части площади, на улице Либертад, расположен театр Колон. В этом месте раньше была железнодорожная станция Парке, где начиналась первая аргентинская железная дорога.
Это один из самых известных оперных театров в мире. Его строительство началось в 1888 году, и на основе проекта архитектора Витторио Меано, театр был открыт 25 мая 1908. Основной зал рассчитан на 2478 зрителей, и имеет семь этажей. Этот зал, расписан Раулем Солди.
С другой стороны, на улице Талькауано, на углу с улицей Тукуман расположено здание Мирадор Массу, в стиле модерн, построенное в 1909 году французским архитектором Альфредом Массу для Дэвида Костагута. Оно считается одним из самых красивых зданий в городе. Здание было перестроено в 1989 году, сохраняя элементы старого декора и приобрело современный зеркальный дизайн. На другом углу, на углу улиц Талькауано и Виамонте, находится школа имени Николоса Авельянеды, открытая в 1886 году.

### Северная часть
Северная часть площади ограничена улицей Виамонте и проспектом Авенида Кордова. Здесь находился дворец Паласио Миро, построенный Мариано Миро и Фелисом Доррего, работа архитекторов Николаса и Хосе Канале. Это было одно из самых выдающихся зданий в городе, пока оно не было снесено в 1937 году, наряду с шестью другими домами и многоэтажным зданием, был расчищен весь квартал, чтобы расширить площадь Лавалье.
Напротив северной части площади, на улице Либертад 785, находится Синагога Израильской Конгрегации Аргентина (CIRA), называемая Храмом Свободы. Здесь также расположен еврейский музей. Это здание византийского стиля, которое было построено в 1898 году, а в 1932 году перестроено. В музее, среди прочих книг, находится оригинальная рукопись книги Альберто Герчуноффа «Еврейские гаучо в пампасах», а также документы об истории еврейской иммиграции в Аргентину.
На углу проспекта Авенида Кордова и улицы Либертад, по диагонали к площади, находится Национальный театр имени Сервантеса, который был открыт в 1921 году, это один из самых важных театров в стране. Здесь выступали артисты окончившие высшую театральную школу в городе Алькала-де-Энарес, Испания и это было результатом усилий испанской актрисы Марии Герреро и ее мужа Фернандо Диаса де Мендосы, которые основали театр Марии Герреро в Мадриде. И в течение десятилетий они выступали в аргентинских театрах с большим успехом. В честь испанской актрисы есть тропинка с её именем на северной стороне площади, между проспектом Авенида Кордоба и улицей Либертад. Тропинка была когда-то маленькой улицей и получила своё название 5 сентября 1971 года в связи с пятидесятой годовщиной театра. На этой части площади растут такие деревья как, Магнолия крупноцветковая, Араукария разнолистная.